# Evergreen 20.000-TEU-Typ
Der 20.000-TEU-Typ der taiwanischen Reederei Evergreen Marine ist eine Baureihe von Containerschiffen.

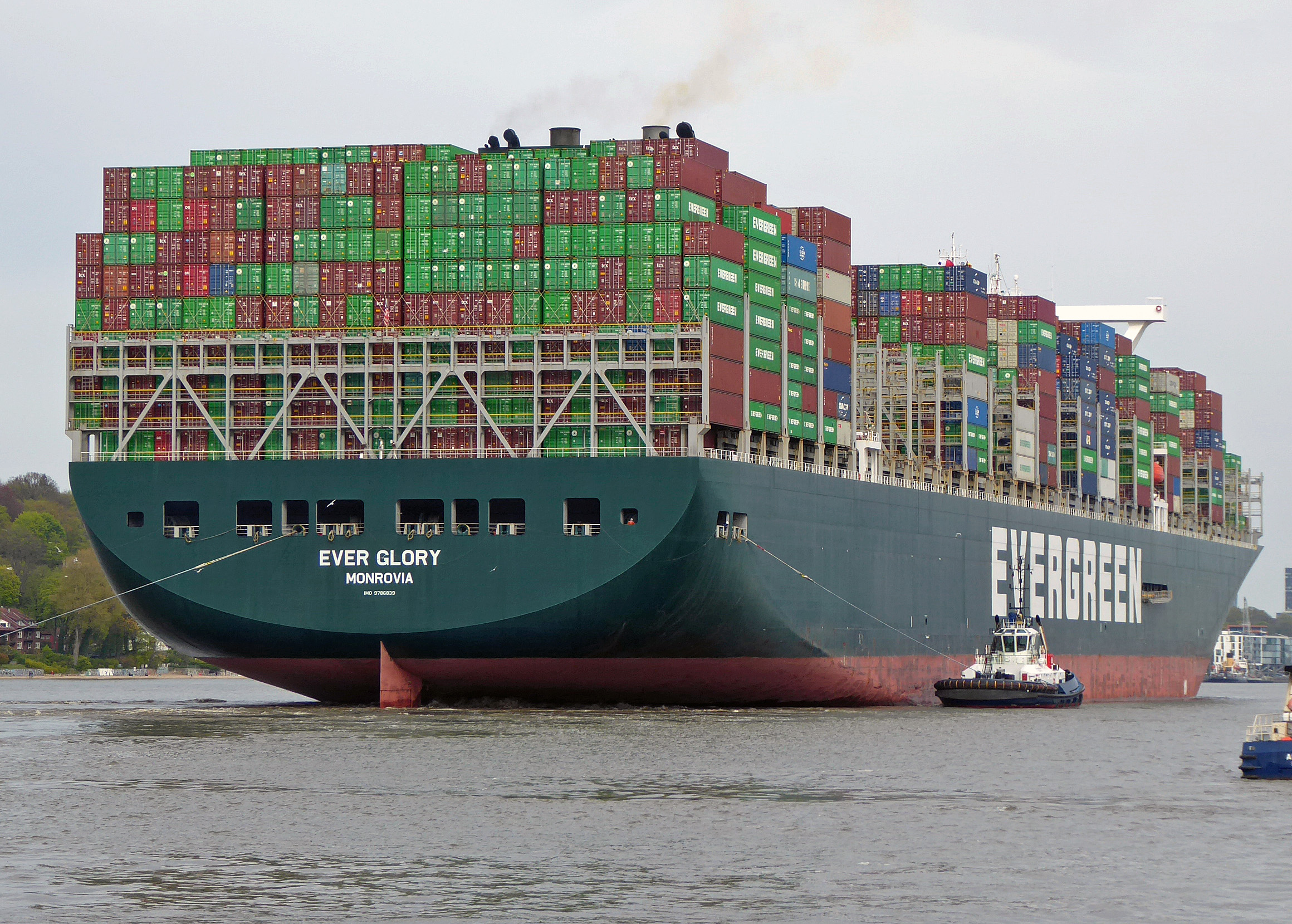
Heckansicht der Ever Glory 2022 in Hamburg

## Geschichte
Die Schiffe der Klasse, von denen bisher elf gebaut sind, wurden im Januar 2015 bestellt. Auftraggeber ist Shoei Kisen Kaisha, verchartert sind sie an Evergreen Marine. Die Schiffe wurden seit der Ablieferung des Typschiffs Ever Golden im März 2018 bis Dezember 2019 abgeliefert.
Aufgrund ihrer Abmessungen zählen diese Containerschiffe zur Suezmax-Klasse; sie passen damit vollbeladen durch den ausgebauten Sueskanal, aber nicht durch den Panamakanal, der bis 2016 nur für eine maximale Schiffsbreite von 49 Metern ausgebaut war.
Der Schiffstyp verfügt mit 20.124 TEU über eine geringfügig kleinere Stellplatzkapazität und mit 199.692 tdw über eine etwas höhere Tragfähigkeit als die Schiffe der MOL 20.000-TEU-Typ-Klasse.

## Zwischenfälle
Am 9. Februar 2019 kollidierte die Ever Given mit der am Schiffsanleger Blankenese liegenden Hafenfähre Finkenwerder. Die Finkenwerder wurde bei der Kollision erheblich beschädigt.
Am 23. März 2021 stellte sich die Ever Given bei Starkwind im Sueskanal quer und blockierte den Kanal in beide Richtungen. Der Havarieort lag zirka 5,5 sm nördlich des südlichen Endes des Sueskanals bei der Stadt Sues. Am 29. März 2021 konnte das Schiff freigeschleppt werden. Zwischenzeitlich hatte sich ein Rückstau von ca. 370 Schiffen vor dem Kanal gebildet.

## Die Schiffe
| Bauname     | Bauwerft/ Baunummer | IMO- Nummer | Kiellegung Stapellauf Ablieferung                   | Umbenennungen und Verbleib |
| ----------- | ------------------- | ----------- | --------------------------------------------------- | -------------------------- |
| Ever Golden | Saijō/ S-8191       | 9811012     | 25. Dezember 2015 4. November 2017 30. März 2018    | so in Fahrt                |
| Ever Goods  | Marugame/ S-1876    | 9810991     | 25. Dezember 2015 2. Februar 2018 5. Juni 2018      | so in Fahrt                |
| Ever Genius | Saijo/ 8192         | 9786815     | August 2018                                         | so in Fahrt                |
| Ever Gifted | Saijo/ 8182         | 9786827     | 21. Dezember 2015 19. Juli 2018 13. Dezember 2018   | so in Fahrt                |
| Ever Glory  | Saijo/ 8193         | 9786839     | Mai 2019                                            | so in Fahrt                |
| Ever Globe  | Saijo 8194          | 9786841     | 21. Dezember 2015 11. April 2019 10. September 2019 | so in Fahrt                |
| Ever Given  | Marugame/ S-1833    | 9811000     | 25. Dezember 2015 9. Mai 2018 25. September 2018    | so in Fahrt                |
| Ever Grade  | Marugame/ 1834      | 9820855     | 25. Dezember 2015 9. August 2018 15. Januar 2019    | so in Fahrt                |
| Ever Gentle | Marugame/ 1877      | 9820922     | 25. Dezember 2015 14. November 2018 16. März 2019   | so in Fahrt                |
| Ever Govern | Marugame/ 1878      | 9832717     | 25. Dezember 2015 22. Februar 2019 9. Juli 2019     | so in Fahrt                |
| Ever Greet  | Marugame/ 1837      | 9832729     | 25. Dezember 2015 28. Mai 2019 15. Oktober 2019     | so in Fahrt                |